# Juntos para vencer
Juntos para vencer (título original: Sidekicks) es una película de artes marciales estadounidense de 1992 dirigida por Aaron Norris y protagonizada por Jonathan Brandis y Chuck Norris.

## Argumento
Barry Gabrewski es un chico con problemas de respiración y un aficionado al karate que no tiene mucha habilidad a causa de ello. Su ídolo es Chuck Norris y sueña a causa de su situación con él por los días. También es el centro de las bromas de su compañero de escuela, Randy Cellini, que se burla de su situación. Finalmente Barry está harto de que se rían de él, y decide concentrarse completamente para convertirse en un buen karateka. Para ello solicita la ayuda del entrenador de Randy, el señor Stone, pero él resulta ser una persona despreciable igual que Randy. 
Desesperado, Barry recibe entonces ayuda de su profesora, que entiende su problema y que tiene un tío que, ádemás de dirigir un restaurante, es un maestro de karate. Se llama Lee, que acepta prepararle. De él aprende todo al respecto y también encuentra la manera de tratar su asma. Aprende con él también cómo canalizar sus sueños de día para conseguir sus propósitos y además le enseña ser virtuoso. Así comprende que el karate no sólo consiste en pegar patadas y puñetazos sino también en utilizarlo para el bien propio y de los demás.  
Un día, durante deporte en el colegio, Randy le agrede, por lo que tiene que defenderse. Así muestra sus nuevas habilidades adquiridas y consigue de esa manera plantarle cara actuando también de forma no violenta. De esa manera se gana el respeto de todos. Sin embargo Randy, herido en su falso orgullo, le desafía entonces a un torneo de karate, por lo que se ve obligado a aceptar un combate contra Randy y Stone. Tiene que aparecer con un equipo de cuatro. Su maestro, su profesora, que también aprendió de Lee y él, aparecen como tal, pero hace falta un cuarto luchador. Entonces aparece en el torneo Chuck Norris, que desea verlo y que es allí también hostigado por Stone, el cual está obsesionado con la idea de desafiarle y vencerle. Lee consigue convencerle a que participe con ellos, algo que acepta porque quiere ayudar al chico que es un fan suyo y porque está harto de Stone y de sus deseos de luchar contra él de esa forma despreciable. 
En ese torneo el equipo gana, Chuck Norris salda cuentas con Stone y Barry consigue, aunque con dificultad, vencer a Randy dejando con ello toda su anterior situación atrás. Después de ello, él puede dejar sus sueños diarios atrás, despedirse de Chuck Norris en sus sueños, y hacer su propia vida dejando también atrás una revista de Chuck Norris que tenía hasta entonces. Entonces aparece poco después un chico en silla de ruedas, que ve esa revista de Chuck Norris y, fascinado con él, también se vuelve en un fan suyo llevándose también la revista.

## Reparto
- Jonathan Brandis - Barry Gabrewski
- Beau Bridges - Jerry Gabrewski
- Mako - Sr. Lee
- Chuck Norris - Chuck Norris
- Julia Nickson - Soul
- Joe Piscopo - Kelly Stone
- Danica McKellar - Lauren
- John Buchanan - Randy Cellini
- Richard Moll - Horn
- Gerrit Graham - Mapes
- Dennis Burkley - Hank

## Producción
La película fue rodada en Houston, Texas. Ocurrió entre el 18 de noviembre de 1991 y el 20 de enero de 1992. 